# OTO Melara 76 mm
OTO Melara 76 mm je mornarički top koji je izradila i dizajnirala talijanska  obrambena tvrtka OTO Melara. Temelji se na OTO Melari 76/62C koji je evoluirao prema 76/62 SR i 76/62 Strales.
Sustav je dovoljno kompaktan za ugradnju na relativno male ratne brodove. Njegova velika brzina paljbe i dostupnost nekoliko tipova streljiva čine ga sposobnim za proturaketnu obranu kratkog dometa, protuzrakoplovnu, protupovršinsku i kopnenu potporu. Streljivo uključuje oklopno, zapaljivo, usmjereno fragmentacijsko streljivo i navođeno streljivo koje se reklamira kao sposobno za uništavanje manevarskih protubrodskih projektila. Može se ugraditi u stealth kupolu.
OTO Melara 76 mm naširoko se izvozio i koristi ga šezdeset mornarica. Bio je favoriziran u odnosu na francuski mornarički top od 100 mm za zajednički francusko-talijanski projekt  Horizon-class fregate FREMM.
Dana 27. rujna 2006. Iran je objavio da je započeo masovnu proizvodnju mornaričkog topa pod nazivom Fajr-27, koji je dobiven obrnutim inženjeringom topa OTO Melara 76 mm.

## Specifikacije
U službi: od 1964. do danas
Masa: 7,5 tona
Duljina cijevi:  4724,4 mm (186 palaca)
Posada: Daljinski upravljani
Projektil: 76×636mmR
Masa uloška: 12,5 kilograma
Masa pogonskog goriva: 2,35 kilograma
Kalibar: 76,2 mm (3,00 palca)
Elevacija: −15°/+85°, brzina: 35°/s (ubrzanje: 72°/s2)
Brzina: 60°/s (ubrzanje: 72°/s2)
Brzina paljbe:
Compact: 85 metaka/min
Super Rapid: 120 metaka/min
Brzina metka: 915 m/s
Maksimalni domet paljbe:
HE-PFF: 16 000 m
SAPOMER: 20 000 m
VULKAN: 40 000 m
Kapacitet spremnika: 80 metaka na kompaktnom nosaču

## Ostale specifikacije
- Hlađenje: morska voda, slatka voda za ispiranje
- Električno napajanje
  - 440 V, trofazni, 60 Hz, glavni krug
  - 115 V, monofazni, 400 Hz, servo i sinkro mreža

## Varijante

### Compact
Izvorna verzija ima brzinu paljbe od 85 metaka u minuti.

### Super Rapido
Varijanta Super Rapid ili "Super Rapido", s većom brzinom paljbe od 120 metaka u minuti, razvijena je ranih 1980-ih i ostala je aktualna do 2020. Veća brzina paljbe Super Rapida postignuta je projektiranjem bržeg sustava dovoda.

### Strales sustav
Talijanska mornarica preferirala je poboljšani Super Rapido sa Stralesovim sustavom i DART streljivom u odnosu na Fast Forty 40 mm CIWS u ulozi proturaketne obrane jer je sposoban suprotstaviti se nekoliko podzvučnim projektilima na udaljenosti do 8000 metara. To je top srednjeg kalibra s relativno velikim dometom, a može se koristiti i protiv površinskih ciljeva.

### Sovraponte
76/62 Sovraponte ("over deck") novi je kompaktni lagani nosač za top 76/62. Sustav je oko 30-40% lakši od standardnog Super Rapida i njegova instalacija ne zahtijeva prodiranje u palubu ispod, nosač sadrži 76 metaka spremnih za paljbu i dostupan je za prodaju sa ili bez Strales sustava. Sovraponte prvi je put postavljen na ophodni brod talijanske mornarice klase Thaon di Revel, smješten iznad krova helikopterskog hangara.

## Streljiva
Kako bi osigurao višestruke uloge za oružje, OTO korisniku nudi širok raspon specijaliziranog streljiva:
- HE standard: masa 6,296 kg, domet 16 km, učinkovito 8 km (4 km u odnosu na zračne ciljeve na 85°)
- MOM: razvio OTO (višenamjensko OTO streljivo)
- PFF: proturaketni projektil, s blizinskim upaljačom i kuglicama od volframa ugrađenim u čahuru za definirani učinak fragmentacije
- SAPOM: 6,35 kg (0,46 kg HE), domet 16 km (SAPOMER: 20 km) poluoklopni proboj
- DART: vođeni projektil za protuzračne i proturaketne manevarske ciljeve[6]
- VULKAN: 5 kg, vođeni projektil maksimalnog dometa oko 40 km (to je manja verzija 127 mm Vulcano)[7]

### VULCANO
Noviji razvoj je sustav streljiva VULCANO 76. U osnovi, to je smanjena verzija projektila 127-155 mm Vulcano produženog dometa koju je razvio OTO Melara; vođen inercijskim navigacijskim sustavom i sustavom globalnog pozicioniranja. Sposoban je pogoditi mete dvostruko dalje od normalnih 76 mm streljiva. Očekuje se da će streljivo Vulcano 76 GLR završiti proces razvoja, testiranja i kvalifikacije do kraja 2022. s isporukom proizvodnih metaka kupcima od 2023./2024. nadalje.

## Operatori
- Karta s operateri OTO Melara 76 mm  u plavoj boji